# Rudolph Allard Johannes Trouw
Rudolph Allard Johannes Trouw (Haia, 29 de janeiro de 1944) é um geólogo, pesquisador e professor universitário neerlando-brasileiro.
Comendador da Ordem Nacional do Mérito Científico e membro titular da Academia Brasileira de Ciências (ABC), é professor titular da Universidade Federal do Rio de Janeiro (UFRJ) e membro da Sociedade Brasileira de Geologia (SBG).

## Biografia
Rudolph nasceu em Haia, nos Países Baixos, em 1944. É filho de Arie Trouw e Reina Petronella Trouw-Mohr. Cursou os atuais ensino fundamental e médio em Haia e estudou geologia na Universidade de Leiden. Trabalhando nos Pirenéus e nos Alpes, concluiu a graduação em 1969. No mesmo ano ingressou no doutorado, obtendo o título em 1973, estudando a evolução estrutural e metamórfica de uma área remota da Suécia, sob orientação de Hendrik Jan Zwart, um grande geólogo de seu país, reconhecido internacionalmente.
Em maio de 1973, mudou-se para o Chile, para assumir uma posição acadêmica na Universidade de Concepción, porém o golpe militar no país o fez se mudar para Guayaquil, no Equador, onde lecionou até 1975. No mesmo ano, ingressou na companhia Engevix, no Rio de Janeiro, sendo responsável por estudos estruturais e geológicos relacionados a usinas hidrelétricas no Brasil.
Em 1978, entrou na Universidade Federal do Rio de Janeiro (UFRJ) como professor adjunto no Instituto de Geociências. Foi o orientador de 25 teses de mestrado e quatro de doutorado em áreas no sul de Minas Gerais e do estado do Rio de Janeiro. Parte do mapeamento dessas áreas foi publicado em 2003. Participou de onze expedições na Antártica, sendo membro do conselho editorial de Terra Antártica desde 1994. É editor regional do periódico internacional Gondwana Research desde 2001.

## Livros publicados
- TROUW, R. A. J.; PASSCHIER, C. W. ; Wiersma, D.J.. Atlas of Mylonites and related microstructures. 1. ed. Berlim: Springer-Verlag, 2010. v. 1. 322p.
- PANKHURST, R. J. (Org.) ; TROUW, R. A. J. (Org.) ; BRITO NEVES, B. B. (Org.) ; WIT, M. J. (Org.). West Gondwana: Pre-Cenozoic Correlations Across the South Atlantic Region. 1. ed. Londres: Geolocical Society, 2008. v. 1. 422p.
- PASSCHIER, C. W. ; TROUW, R. A. J. . Microtectonics, 2nd, Revised and Enlarged Edition. 2. ed. Heidelberg: Springer Verlag, 2005. v. 1. 366p .
- TROUW, R. A. J.; RIBEIRO, A. ; PACIULLO, F. V. P. ; HEILBRON, M. L.. Inteference between the Neoproterozoic Brasília and Ribeira Belts, with special emphasis on high pressure granulites. 1. ed. Rio de Janeiro: 31st international geological congress, 2000. v. 1. 45p.
- HEILBRON, M. L. ; SCHMITT, R. S. ; MOHRIAK, W. ; TROUW, R. A. J.. Geology of the Cabo Frio region, Rio de Janeiro State, Brazil. 1. ed. Rio de Janeiro: 31st International Geological Congress, 2000. v. 1. 45p.